# Boczki Chełmońskie
Boczki Chełmońskie (do 31 grudnia 2016 Boczki) – wieś w Polsce, w województwie łódzkim, w powiecie łowickim, w gminie Kocierzew Południowy.
Wieś duchowna położona była w drugiej połowie XVI wieku w powiecie gąbińskim ziemi gostynińskiej województwa rawskiego. Była wsią klucza łowickiego arcybiskupów gnieźnieńskich, od 1620 własnością łowickiej kapituły kolegiackiej.
W latach 1954–1972 wieś należała i była siedzibą władz gromady Boczki. W latach 1975–1998 miejscowość należała administracyjnie do województwa skierniewickiego.
W 1849 w Boczkach urodził się Józef Chełmoński.
18 grudnia 1976 arcybiskup warszawski Stefan Wyszyński erygował w Boczkach parafię św. Rocha.

## Zabytki
Według rejestru zabytków Narodowego Instytutu Dziedzictwa na listę zabytków wpisane są obiekty:
- kaplica pw. św. Rocha, drewniana, 1761, nr rej.: 835-VI-54 z 1950 oraz 562 z 15.08.1967
- zespół dworski, 2 poł. XIX, XX:
  - dwór, nr rej.: 591 z 28.07.1983
  - park, nr rej.: 503 z 16.09.1978